# Еджком (округ, Північна Кароліна)
Шаблон:StateAbbr_ 35°55′ пн. ш. 77°36′ зх. д. / 35.91° пн. ш. 77.6° зх. д.
Округ  Еджком (англ. Edgecombe County) — округ (графство) у штаті  Північна Кароліна, США. Ідентифікатор округу 37065.

## Історія
Округ утворений 1741 року.

## Демографія
За даними перепису 
2000 року 
загальне населення округу становило 55606 осіб, зокрема міського населення було 30486, а сільського — 25120.
Серед мешканців округу чоловіків було 25846, а жінок — 29760. В окрузі було 20392 домогосподарства, 14812 родин, які мешкали в 24002 будинках.
Середній розмір родини становив 3,16.
Віковий розподіл населення поданий у таблиці:
| Стать    | До 15 років | 15-21 | 22-29 | 30-39 | 40-49 | 50-65 | 65-85 | Понад 85 |
| -------- | ----------- | ----- | ----- | ----- | ----- | ----- | ----- | -------- |
| Чоловіки | 6466        | 2697  | 2501  | 3545  | 4058  | 4006  | 2402  | 171      |
| Жінки    | 6076        | 2664  | 2828  | 4342  | 4745  | 4715  | 3828  | 562      |

## Виноски
1. ↑  U.S. Decennial Census. United States Census Bureau. Архів оригіналу за 26 квітня 2015. Процитовано 14 січня 2015.
2. ↑  Historical Census Browser. University of Virginia Library. Архів оригіналу за 11 серпня 2012. Процитовано 14 січня 2015.
3. ↑  Forstall, Richard L., ред. (27 березня 1995). Population of Counties by Decennial Census: 1900 to 1990. United States Census Bureau. Архів оригіналу за 3 березня 2015. Процитовано 14 січня 2015.
4. ↑  Census 2000 PHC-T-4. Ranking Tables for Counties: 1990 and 2000 (PDF). United States Census Bureau. 2 квітня 2001. Архів оригіналу (PDF) за 18 грудня 2014. Процитовано 14 січня 2015.
5. ↑  State & County QuickFacts. United States Census Bureau. Архів оригіналу за 6 червня 2011. Процитовано 19 жовтня 2013.(англ.) Наведено за англійською вікіпедією.
6. ↑  American FactFinder. Бюро перепису населення США. Архів оригіналу за 21 травня 2008. Процитовано 31 січня 2008.

| США | Це незавершена стаття з географії США. Ви можете допомогти проєкту, виправивши або дописавши її. |